# Druga bitwa morska pod Kizugawaguchi
Druga bitwa morska pod Kizugawaguchi – morskie starcie zbrojne stoczone pomiędzy flotą rodu Mōri wspartego przez piratów Morakami a flotą rodu Oda 4 grudnia 1578.

## Tło
Nobunaga Oda, dążąc do podporządkowania sobie całego państwa, od 1570 prowadził oblężenie nadmorskiej twierdzy buntowników Ikkō-ikki. Oblężeni otrzymywali posiłki i zapasy droga morską, gdyż ruch Ikkō-ikki wspierał ród Mōri, który panował na wodach Japonii. Nobunaga dążył do odcięcia tych dostaw, ale w 1576 jego flota licząca 300 statków została rozgromiona przez liczniejszą flotę Mōrich i ich sojuszników. Skupiając się na innych celach, Nobunaga upoważnił Yoshitakę Kukiego do zbudowania okrętów, które mogłyby przeciwstawić się flocie Mōrich. W 1578 w Onimato ukończono budowę nowych statków i przygotowano je do walki: było to sześć potężnych jednostek typu atakebune - okrętów wzmocnionych płytami z żelaza w newralgicznych miejscach i silnie uzbrojonych. Był wyposażone w armaty i wielkokalibrowe arkebuzy. Miały 22 m długości i 12 m szerokości, stanowiąc ówcześnie największe jednostki wodne w całym państwie. Otrzymały one nazwę Tekkosen, co znaczy "żelazne okręty" (jap. 鉄甲船).

## Bitwa
26 czerwca 1578 flota pod osobistym dowództwem Kukiego wyszła z portu i obrała kurs na Zatokę Osaki. Pod drodze próbowały ją powstrzymywać siły sprzymierzone z ruchem Ikkō-ikki. Jednakże statki, którymi dysponowała liga Saika-ikki zostały zwabione w pobliże okrętów Kukiego i pokonane gwałtownym ostrzałem artyleryjskim. Była to zupełnie nowa taktyka, gdyż dotąd Japończycy nie prowadzili bitew morskich na zasadzie: okręt przeciwko okrętowi, lecz dokonywano abordażów i załogi walczyły wręcz, aż któraś strona wygrała. 17 lipca okręty Kukiego dotarły do Sakai, a dzień później udało się im zamknąć wejście do Zatoki Osaka. Nobunaga przybył do Sakai 30 września by na własne oczy zobaczyć "żelazne okręty". Będąc pod wrażeniem nowej floty, Nobunaga nagrodził finansowo Yoshitakę Kukiego i innych dowódców.
Rankiem 6 listopada do Zatoki dopłynęła połączona flota Mōrich i Morakamich, licząca 600 statków. Były to jednak standardowe japońskie okręty: nie mające artylerii i oparte na sile walczących wręcz załóg. Ich jedyną bronią dystansową - skuteczną przeciwko zwykłym okrętom - były bo-hiya, rodzaj płonących strzał wystrzeliwanych z broni palnej. Dały one zwycięstwo Mōrim w 1576. Obydwie strony rozpoczęły walkę ok. 8:00 rano. Kuki zastosował taktykę sprawdzoną w potyczce ze statkami Saika-ikki: zwabiał okręty przeciwnika w pobliże swoich jednostek i wówczas nakazywał ich gwałtowny ostrzał. W wyniku tej taktyki flota Mōrich straciła co najmniej kilkanaście statków. Reszta wycofała się w obawie przez zbyt wysokimi stratami i koło południa bitwa dobiegła końca. Flota Kukiego straciła tylko jeden atakebune. Doszło do tego w kuriozalnych okolicznościach: w trakcie walki, części żołnierzy Mōrich udało się dostać na jeden z okrętów wroga. Jego załoga, próbując powstrzymać napastników, ruszyła ku nim. Nagłe nagromadzenie się wielu ludzi w jednym miejscu spowodowało zmianę środka ciężkości jednostki, która przechyliła się i zatonęła.

## Skutki
Porażka militarna Mōrich uniemożliwiła dalszy dowóz zapasów i posiłków do oblężonej fortecy, co przesądziło o jej losie, choć kilku jednostkom w trakcie walki udało się wyładować żywność, amunicję i nowe oddziały, co na jakiś czas poprawiło sytuację obrońców. Okręty Kukiego od tej pory bezspornie panowały już jednak nad Zatoką Osaki. Rok później flota Mōrich próbowała jeszcze stawić opór okrętom przeciwnika, ale i tym razem została pokonana.